# Steinberger
Steinberger es una compañía estadounidense subsidiaria de Gibson especializada en la fabricación de bajos eléctricos y guitarras eléctricas, considerada una de las compañías más innovadoras de la historia y creadora del primer bajo eléctrico “headless”distribuido comercialmente, sin cuerpo ni clavijero.

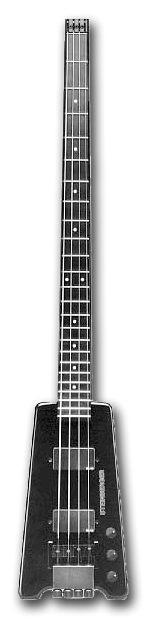
Bajo Steinberger L-series "headless".

## Historia
Su fundador y propietario, Ned Steinberger, había estudiado Diseño industrial, y, a mediados de los años 70, mientras trabajaba para una empresa de fabricación de muebles en Brooklyn, conoció al luthier Stuart Spector, que, por casualidad tenía un taller alquilado justo al lado de la oficina de Steinberger. Llevado simplemente por la curiosidad, efectuó un primer diseño de Bajo eléctrico para Spector, que acabaría convirtiéndose en un instrumento casi legendario, el modelo Spector NS (de Ned Steinberger). A pesar del éxito casi inmediato del instrumento, Ned no estaba satisfecho con algunos aspectos de su diseño, particularmente con el balance del instrumento, que había requerido el incremento del volumen del cuerpo por encima de lo habitual. Comenzó a experimentar con maderas ligeras, pero abandonó pronto esta estrategia porque estaba insatisfecho con el sonido que producían los instrumentos. Fue entonces cuando comenzaron sus experimentos de construcción de bajos mediante el empleo de materiales diversos a la madera, como la fibra de vidrio y el grafito y, en 1977, Steinberger produjo su primer instrumento completo, un prototipo headless que Ned ofreció al bajista Stanley Clarke quien, mostrándose interesado por la investigación de Ned, formuló a Steinberger valiosas sugerencias. Sin embargo, Ned no logró encontrar ninguna compañía interesada en distribuir su creación, y de este modo, fundo “Steinberger Sound” en 1979, junto a Bob Young para hacerse cargo él mismo de la distribución de sus productos. 
La aceptación del ”invento” de Ned fue en principio lenta por su aspecto inusual, pero en el Verano de 1980 su sonido causó sensación en el NAMM de ese año, en manos de Andy West y Tony Levin se hizo rápidamente con un prototipo fretless del modelo “L” de Steinberger, lo que contribuyó fuerte y rápidamente a su popularización. 
En 1986, Ned vendió su firma a Gibson, y actualmente diseña una línea completa de violines, violas, cellos y contrabajos eléctricos, bajo la firma NS-Design

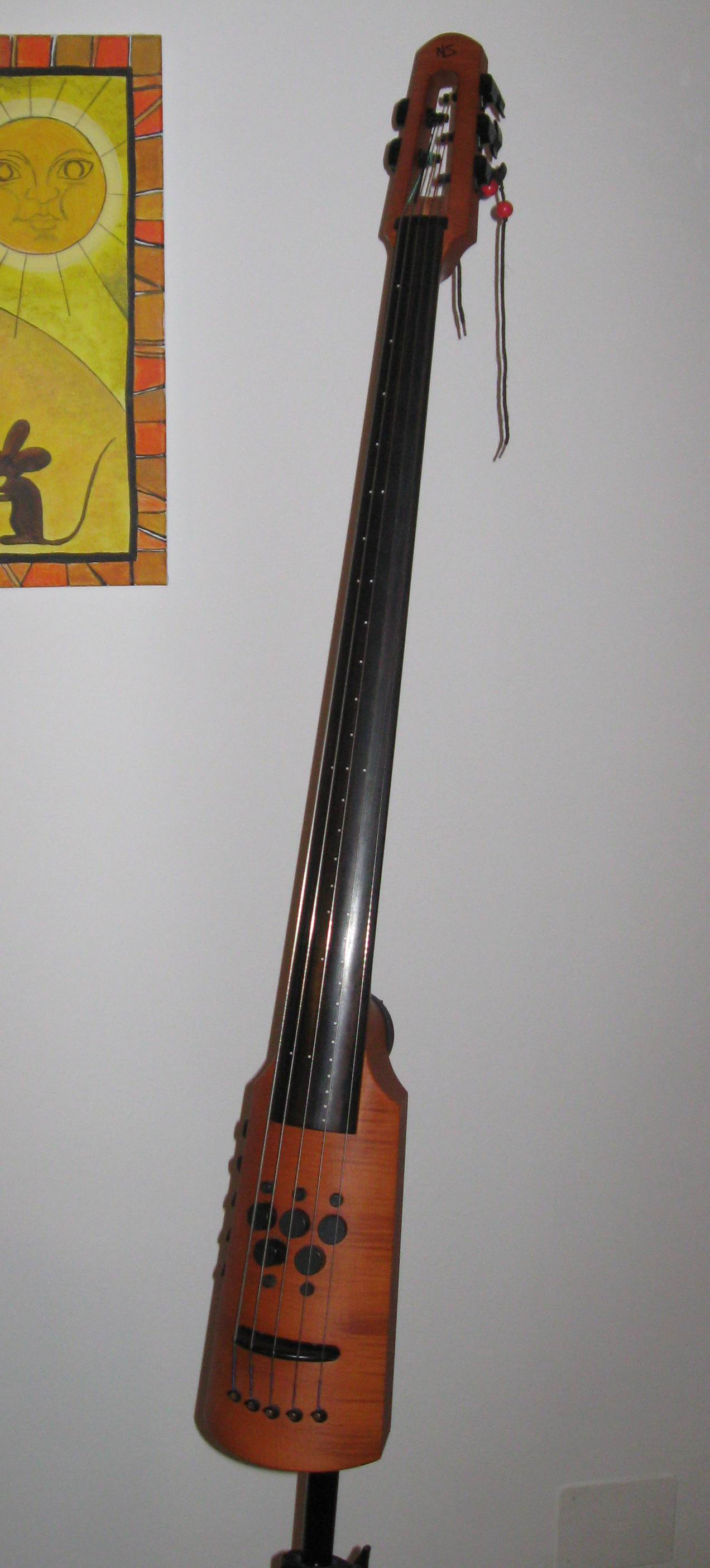
NS Design Bass Cello.

## Modelos clásicos
Entre los primeros modelos de bajos Steinberger se encuentran la serie H1 y H2, con una y dos pastillas DiMarzio de alta impedancia. La serie L1 y L2, mucho más conocida reemplazaban las pastillas DiMarzio con unas EMG de baja impedancia, entregando un sonido mucho más agresivo, pero por el resto eran idénticos a la serie H. En 1984 el modelo L2 fue sustituido por el modelo XL2, que quizá reúna en su diseño las características más definitorias de la marca: headless, con dos pastillas EMG activas, cuerpo rectangular de grafito de una sola pieza y sonido demoledor, fue ofrecido por un tiempo con la opción MIDI integrada. 
Steinberger ha introducido periódicamente modelos estéticamente más conservadores, como el XM2 o el Q4, de cuernos dobles, que sin embargo no se desviaban conceptualmente demasiado de los modelos originales. 

## Valoración
La firma Steinberger ha suscitado tradicionalmente una gran controversia por la radicalidad de sus propuestas, pero es justamente valorada por luthiers y coleccionistas por haber roto por primera vez y con éxito, con principios que, desde las primeras creaciones de Fender en 1951, nadie se había atrevido a reformar, originando una auténtica revolución en el mundo de la construcción de bajos eléctricos
Véase también: Historia del bajo eléctrico